# 唐·卡洛斯 (阿斯圖里亞斯親王)
卡洛斯，阿斯圖里亞斯親王，亦被稱作唐·卡洛斯（西班牙語：Carlos de Austria；1545年7月8日—1568年7月24日），他是西班牙國王腓力二世的長子和法定繼承人，其母親為葡萄牙的瑪麗亞·曼努埃拉，葡萄牙國王約翰三世的女兒。卡洛斯因為不穩定的精神狀態被腓力二世於1568年軟禁，半年後死於囚禁狀態之中。他的命運成為西班牙的黑色傳奇之一，也激發出劇作家例如弗里德里希·席勒的劇本和朱塞佩·威爾第的歌劇等創作。

## 生涯
卡洛斯在1545年7月8日出生於巴利亚多利德，他的母親，葡萄牙公主瑪麗亞·曼努埃拉在生下卡洛斯後四天便死於出血過多。年輕的卡洛斯王子既纖弱且存在缺陷，隨著年紀增長他變得越來越驕縱任性，另外也開始出現精神不穩定的症狀，他的許多生理和心理上的痛苦可能是源自於哈布斯堡王室常見的近親通婚。卡洛斯只有四個曾祖父母而非正常的八個，以及六個高祖父母而非十六個。

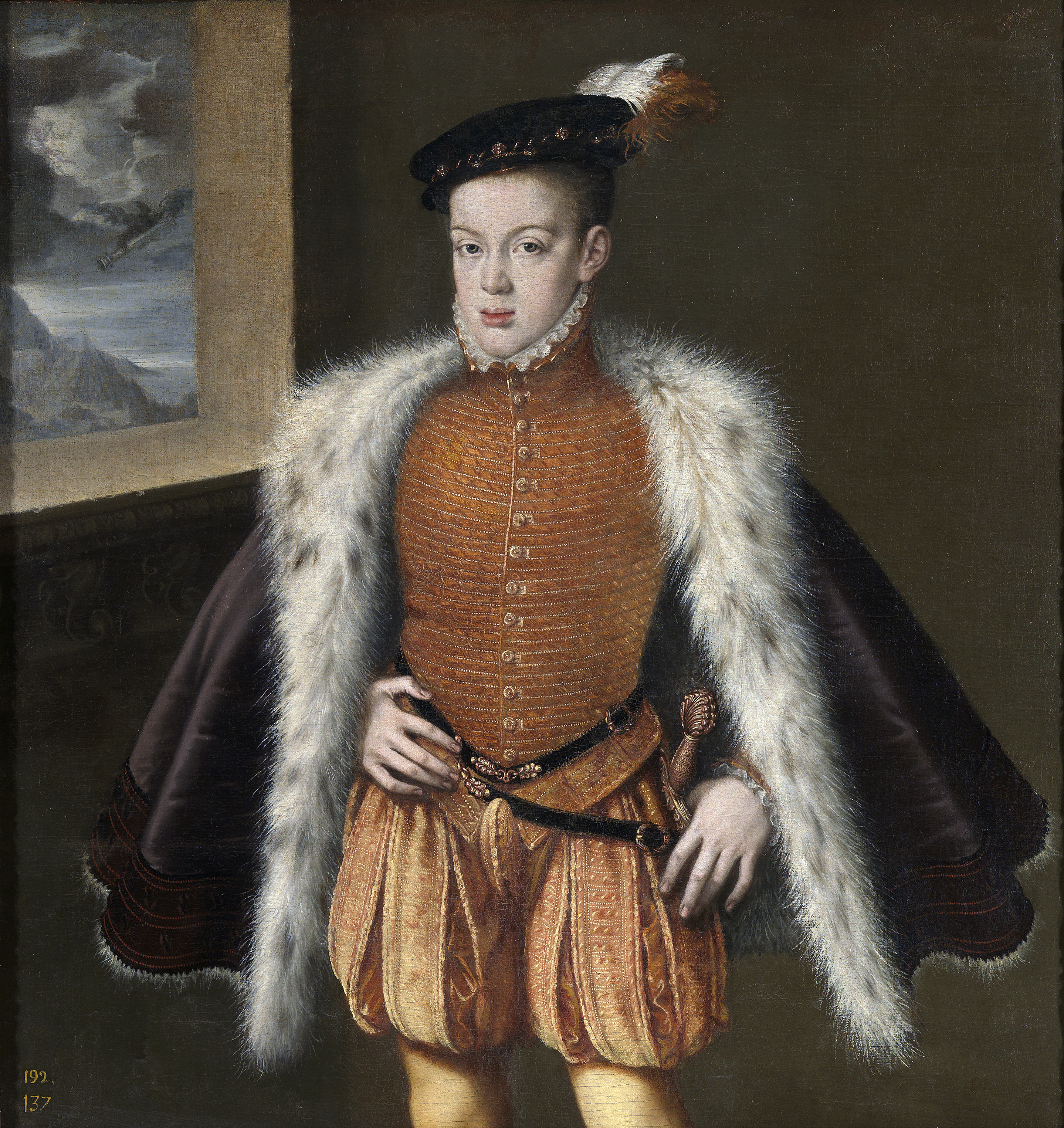
卡洛斯親王，1560年

1559年卡洛斯王子與法國公主伊莉莎白·德·瓦盧瓦聯姻，她是法國國王亨利二世的長女。然而，由於政治因素的考量，1560年她後來改嫁給腓力二世。這時其他三位可能的聯姻人選浮上檯面競爭：蘇格蘭女王瑪麗；亨利二世最小的女兒瑪格麗特·德·瓦盧瓦；和腓力二世的表妹奧地利的安娜，她未來將成為腓力二世的第四任妻子。但在此之前皇帝馬克西米利安二世已在1564年同意將安娜許配給卡洛斯。
1560年，卡洛斯成為公認的卡斯蒂利亞王位繼承人，三年後又取得亞拉岡王位的繼承權。他也成為了金羊毛騎士團第218位騎士，時常出席國家委員會的會議(涉及外交事務的委員會)，並參與他姑姑瑪格麗特以腓力二世之名統治的低地國會議。
1562年卡洛斯從樓梯摔落，受到嚴重的頭部損傷，靠著著名解剖學家安德雷亞斯·維薩里進行頭部穿孔手術才保住性命。在卡洛斯康復之後，他的行為開始脫序與不受控制，例如因為原先許諾給自己的尼德蘭軍團司令職位被阿爾瓦公爵取代而厭惡他；嘗試跟反抗西班牙的起義領導人取得聯繫等等，他還對父親的殺戮抱持強烈的反感。根據他的懺悔，他準備在1567年秋季逃到尼德蘭。卡洛斯試圖拉攏奧地利的唐胡安加入他的計畫，但唐胡安把一切都告知了腓力二世。
1568年1月17日子夜，腓力二世身著盔甲，帶著四位議員闖入卡洛斯的臥室宣布逮捕親王，沒收他的所有文件和武器並釘死了窗戶。卡洛斯被軟禁於馬德里城堡之中直到半年後去世為止。有些人宣稱卡洛斯是被腓力二世下令毒死遇害，特別是出自沉默者威廉抨擊西班牙的文宣之中。現代歷史學家則將卡洛斯的死亡歸咎於自然原因，在囚禁期間他可能罹患了進食障礙導致飲食失調，也就是所謂的神經性暴食症。
卡洛斯給外國大使們留下一些不好的印象，威尼斯大使認為卡洛斯既「醜陋又令人厭惡」，並聲稱他喜歡活烤動物和有次強迫鞋匠吃下鞋子直到他滿意為止。 另一位威尼斯人則寫道：「他(卡洛斯王子)既不喜歡讀書，也不做體育鍛鍊，只知道傷害他人。」